# Hang-dong
Hang-dong là một dong của Guro-gu ở Seoul, Hàn Quốc. Nó là một dong pháp lý (법정동 法定洞) dưới sự quản lý của dong hành chính (행정동 行政洞), Oryu 2-dong.

## Liên kết
- Trang chính thức Guro-gu Lưu trữ ngày 15 tháng 3 năm 2008 tại Wayback Machine
- (tiếng Hàn) Bản đồ của Guro-gu Lưu trữ ngày 3 tháng 3 năm 2016 tại Wayback Machine tại trang chính thức Guro-gu
- (tiếng Hàn) Niên sử của Beopjeong-dong và Haengjeong-dong Lưu trữ ngày 6 tháng 10 năm 2014 tại Wayback Machine tại trang chính thức Guro-gu